# Wii Sports
Wii Sports је видео игра за спортску симулацију из 2006. коју је развио и објавио Нинтендо за Wii конзолу за видео игре. Верзија игре 1.0 (пре-издање) објављена је у Северној Америци заједно са Wii-јем 19. новембра 2006, а верзија 1.1 је објављена у Јапану, Аустралији, Европи и Северној Америци током наредних месеци. Укључена је као комплетна игра са конзолом на свим територијама осим Јапана, што је чини првом спортском игром укљученом у лансирање Нинтендо система од Mario's Tennis за Virtual Boy 1995. године. Игра је доступна самостално као део Nintendo Selects колекције игара.
Wii Sports је колекција од пет спортских симулација, које су дизајниране да покажу могућности Wii Remote-а који детектује покрете. Пет укључених спортова су тенис, бејзбол, куглање, голф и бокс. Играчи користе Wii Remote да опонашају радње које се изводе у спортовима из стварног живота, као што је замахивање тениским рекетом. Правила за сваку игру су поједностављена како би била доступнија новим играчима. Игра такође садржи режиме тренинга и фитнеса који прате напредак играча у спорту.
Игра је наишла на добар пријем од стране критике и публике. Такође је добила бројне награде и продата је у преко 82 милиона примерака до краја 2017. године, поставши најпродаванија игра за једну платформу свих времена и четврта најбоља укупно. Наслов такође носи одлику да је најпродаванија Нинтендо видео игра свих времена. Приказан је на телевизији у Wii рекламама, новинским извештајима и другим програмима. Игра је постала популарно средство за друштвена окупљања и такмичења међу играчима различитог узраста.
Године 2009. изашао је наставак, Wii Sports Resort. Римејк Wii Sports у високој дефиницији под називом Wii Sports Club објављен је 2013. за Wii U. Још један наставак, Nintendo Switch Sports, објављен је за Нинтендо Свич 2022. године.

## Играње
Wii Sports се састоји од пет засебних спортских игара — тенис, бејзбол, куглање, голф и бокс — којима се приступа из главног менија. Игре користе могућности сензора покрета Wii Remote-а да контролишу доминантну руку играча и/или одговарајућу спортску опрему коју користи. Бокс користи и Wii Remote и Nunchuk покрете да контролише обе руке играча. Играч помера даљински управљач на сличан начин као што се играју одвојене игре у стварном животу; на пример, држање и замахивање Wii Remote попут палице за голф, бејзбол палице, тениског рекета или лопте за куглање. Неки аспекти игре су компјутерски контролисани. У тенису, кретање играча контролише AI игре, док замах рекета контролише играч. Бејзбол се састоји од ударања и бацања, при чему се свим играма и бејзболом управља компјутер. Због своје потезне природе, голф и куглање подржавају Hotseat мултиплејер и могу се играти са само једним Wii Remote који се може делити међу играчима.
Играчи у игри су преузети са Wii-овог Mii Channel, који омогућава кориснику да креира Mii (прилагођени аватар) који може да се увезе у игре које подржавају ову функцију. Wii Sports је први Wii наслов који користи ову функцију. Mii сачуван на Wii-у ће се појавити у гомили током игара куглања и као чланови тимова под контролом људи у бејзболу. Ликови који нису играчи у игри су такође креирани помоћу скупа алата Mii Channel. Mii креиран на једном Wii-у може се пренети у интерну меморију Wii Remote-а за коришћење на другом Wii-ју са различитим подацима о чувању.
После игре, играчу се додељују или кажњавају поени вештина на основу перформанси у односу на ниво вештине рачунара, мада неке игре не рачунају поене током сесија за више играча. Игра прати ове тачке тако што их приказује на графикону, као и повећавање величине публике у режимима тениса и бокса за једног играча. Након добијања 1000 поена вештина у спорту, играч добија "про" ниво, заједно са козметичком карактеристиком за њихов Mii у куглању и боксу. Mii новопечени професионалац ће добити поруку на Wii Message Board-у у којој ће бити обавештен. Wii Sports такође садржи тест фитнеса који израчунава старост играча (у распону од 20 до 80 година, 20 је најбоље могуће). Тест мери перформансе играча у три насумично одабрана изазова у сваком тесту из режима тренинга који су играни најмање једном, и могу се узети само једном дневно по Mii. Израчунавање узраста за фитнес узима у обзир играчеву равнотежу, брзину и издржљивост. Резултати узраста за фитнес су приказани на графикону током једног, два или три месеца, а дневни резултати се објављују на Wii Message Board. Изазови из теста фитнеса преузети су из другог режима у Wii Sports-у, режима тренинга. Режим тренинга омогућава играчима да вежбају три изазова за сваки спорт. У овим изазовима, играчи могу зарадити медаље тако што ће постићи одређене резултате. Медаље се крећу од бронзаних до платинастих, бронзана је најлакша, а платинаста најтежа.

## Развој
Кацуја Егучи, који је руководио групом за развој софтвера 2 у компанији Nintendo Entertainment Analysis and Development, продуцирао је Wii Sports. Са Wii-јем, Нинтендо је желео да допре до људи који раније нису играли видео игрице. Да би то урадили, био им је потребан софтвер који је омогућио играчима који су дуго времена и први пут били у интеракцији на забаван начин. Нинтендо је такође желео да играчи свакодневно користе систем и намеравао је да игра буде водећи наслов на конзоли да би помогао у томе. Wii Sports је дизајниран као једноставна уводна линија која треба да понуди нешто и за играче и за оне који нису играчи. Спорт је изабран као тема због широко распрострањеног познавања њих. Уместо да приказује професионалне спортисте или реалистичну графику, игра је дизајнирана да буде једноставна тако да свако може да игра. Играње попут трчања према лопти у тенису је искључено да би се одржала једноставност. У једном тренутку развоја, Super Mario ликови су коришћени, али су уклоњени из игре због повратних информација од играча који су више волели Mii. Игра подржава однос широког екрана 16:9 и прогресивно скенирање, ради при 60 кадрова у секунди, и користи акцелерометар Wii Remote-а за тумачење покрета играча. Акције које откривају покрете, као што су бацање и ударање, биле су приоритет да би биле што реалније. Пошто Нинтендо није очекивао да ће играчи купити Wii искључиво да би играли Wii Sports, они су ту игру уклопили са конзолом; Нинтендо је веровао да ће играчи вероватније играти Wii Sports путем овог метода дистрибуције. Такође су сматрали да ће играчи који уживају у игри повећати њену популарност причањем о њој.
Пре медијског и пословног самита Electronic Entertainment Expo (Е3) 2006. године, први спорт у игри је најављен као Wii Sports: Tennis. Касније је најављено, на Нинтендовој конференцији за штампу пре E3 2006, да ће то бити део спортског пакета. Сатору Ивата је представио овај пакет као Wii Sports и навео да ће укључивати тенис, голф и бејзбол. Игра је представљена и као видео демонстрација и као демо на сцени. У демонстрацији су били Ивата и Реџи Филс-Ејм у тениском мечу у дублу против Шигеруа Мијамотоа и Скота Дајера, победника такмичења. Остали спортски наслови били су изложени на E3 и делили су сличну конвенцију именовања као и тениска игра, као што су Wii Sports: Baseball, Wii Sports: Golf и Wii Sports: Airplane. У то време, бејзбол је имао само симулацију ударања. Назив авиона је био сличан Pilotwings-у и захтевао је од играча да маневрише авионом кроз прстенове у временском оквиру. Није укључен у финалну игру, али је касније укључен у Wii Sports Resort. На догађају Nintendo World 14. септембра 2006. Реџи Филс-Ејм је потврдио пет спортова за игру у игри и најавио да ће Wii Sports бити укључен бесплатно уз сваку Wii конзолу, иако се Мијамото у почетку оштро противио томе на основу Нинтендо обично не поклања бесплатно добро направљене игре и уместо тога је предложио Wii Play, за коју Филс-Ејм није веровао да ће обезбедити потпуно почетничко искуство за систем.

## Пријем

### Критички одговори
Wii Sports је добио „генерално повољне“ критике од критичара, према агрегатору рецензија Метакритик.  GameTrailers је то назвао добром допуном Wii конзоли и назвао свих пет игара „лепим укупним пакетом“. Они су коментарисали да игре пружају довољно играња за дуготрајне играче, а да их не чине недоступним почетницима. GameTrailers је, међутим, навео да је недостатак турнирског режима клеветник, и није препоручио плаћање за игру ако није испоручена у пакету са системом. GamePro је такође прокоментарисао да је бесплатан додатак игрици са Wii-јем био позитиван. Мет Касамасина из ИГН-а назвао га је „успешним експонатом за Нинтендоов нови хардвер“ и уживао је у могућности да увози Mii. Уредник GameSpot-а Рајан Дејвис похвалио је аспект за више играча и тест фитнеса. Рецензенти су похвалили контроле игре и једноставност коришћења. Казамасина је контроле назвао „револуционарним“ и описао их као интуитивне. GamePro је поновио сличне коментаре, хвалећи лакоћу играња и реалистичне контроле покрета, док је Дејвис коментарисао да су контроле покрета понекад несталне. Уобичајене критике су се фокусирале на графику и недостатак дубине у одвојеним играма. Казамасина је изјавио да је игра „кратка у дубини и визуелном приказу“ и назвао је графику „генеричком“ и „архаичном“. Други рецензенти су рекли да је графика у рангу са старијим Нинтендовим системима за игре, GameCube и Nintendo 64. Дејвис је критиковао превише поједностављену природу игара, а GamePro је навео да засебне игре нуде мање дубине од обичних спортских игара на конзолама. Nintendo Power је навела Wii Sports заједно са његовим наставком, Wii Sports Resort, као два највећа искуства за више играча у историји Нинтенда, наводећи да свако, од мале деце до бака и дека, може да ужива у игрицама. Часопис је похвалио груписање спортова и дуговечност игре. 2009. године Official Nintendo Magazine је рекао да је игра „Одговорна за највећи преокрет који су ратови конзола икада видели“, стављајући је на 21. место на листи најбољих Нинтендо игара. У 2019. години, игра је била рангирана на 28. месту на листи 50 најбољих видео игара 21. века листа The Guardian.
Одвојене игре су наишле на сопствени пријем међу критичарима. Казамасина је куглање, тенис и бејзбол назвао „забавним и заразним“, док је Том Брамвел из <i>Eurogamer</i>-а рекао да бејзболу, голфу и боксу недостаје дубина играња у поређењу са тенисом и куглањем.  Колумниста PC Magazine Џон Ц. Дворак, страствени куглаш, похвалио је реалистичну физику која се користи у куглању и изјавио: „Нинтендо је урадио изванредан посао кодирања“. Похвалио је додавање физичке активности видео игрицама, али се пожалио да је дуготрајна употреба изазвала бол у зглобу и рамену. Казамасина је куглање оценио као најбоље искуство од петорке. Пре објављивања, Крејг Харис из ИГН-а је прокоментарисао експлоатацију која омогућава лаке ударце у игри куглања која је уклонила изазов и вредност понављања. Након објављивања, изјавио је да експлоатација није поправљена. GameTrailers је голф назвао најдубљим, али је критиковао недостатак вишеструких терена и непредвидиве контроле када покушавате да одсечете или закачите ударац. GamePro је рекао да голф нуди највише садржаја и да је најлепши од сваке игре, али је прокоментарисао да су његове контроле најтеже за коришћење. GameTrailers је тенис назвао најприступачнијим и најлакшим за играње, али је критиковао потешкоће при окретању шута. Казамасина је изјавио да је тенис била једна од игара која је уживала, али недостатак контроле покрета је клеветник. GameTrailers је бејзбол назвао „најбезвреднијим“ због фактора среће који је повезан са компјутерски контролисаним играњем на терену. Назвали су бокс најбољим тренингом на Wii Sports-у, али су критиковали тежак тајминг који је потребан да би се правилно ударио. Казамасина је критиковао бокс због тога што је "као обавезан" и оценио га као најгоре искуство од пет спортова.

### Продаја
До краја 2007. Wii Sports је била најпродаванија Wii игра. У Јапану, где игра није била укључена у Wii конзолу, игра је продата у 176.167 примерака у прва два дана од објављивања, што је рекорд за конзолну игру седме генерације у Јапану. До фебруара 2007. продат је у више од милион примерака. Почетком маја 2007. године, компанија за истраживање индустрије игара Media Create поставила је Wii Sports на треће место на својој листи 20 најбољих игара у Јапану. Била је то најпродаванија игра 2007. у Јапану са 1.911.520 продатих примерака. Била је то десета најпродаванија игра у Јапану 2008. године, те је те године продата у 841.736 примерака. Игра је продата за 45,71 милион копија — укључујући и пакете — широм света до марта 2009. До јануара 2011, светска продаја је пријављена на 75,66 милиона, који је порастао на 82,90 милиона до марта 2021.

### Награде
Wii Sports на Е3 2006. донео му је неколико награда. На догађају је освојио Game Critics Awards за „Најбољу спортску игру“.  1UP.com ју је навео као „Најбољу Wii игру“ и „Најоригиналнију игру“ у својој функцији „Најбоље од Е3 2006“. Након објављивања, Wii Sports је добио више награда од разних организација, веб локација и часописа. ИГН јој је доделио награду за најбољу спортску игру 2006. и другу најбољу игру у 2006. Часопис Тајм уврстио је игру као игру број један у 2006. на својој листи „10 најбољих видео игара 2006. године“. Wii Sports освојио Famitsu награду за иновације 2006. године. Electronic Gaming Monthly наградио га је "Најбоље искуство за више играча" у својој 2006. години "1Up Network Awards". На Interactive Achievement Award 2007. године, Wii Sports је освојио „Изузетно достигнуће у инжењерству играња игрица“, „Изузетно достигнуће у дизајну игара“ и „Изузетна иновација у игрицама“. Године 2007. игра је освојила „Награду за иновацију“ и „Најбољи дизајн игре“ на додели награда Game Developers Choice Awards, и освојила је „Grand Prize“ у одељењу забаве на Јапанском фестивалу медијске уметности. На додели награда British Academy Games Awards 2007. године, Wii Sports је освојио шест од седам номинација за награду: спорт, иновација, игра, мултиплејер, опуштене игре и стратегија и симулација. Њујорк тајмс је прогласио Wii Sports за игру године, док га је Gamasutra прогласио за најважнију игру 2006. Године 2010. игра је уврштена као један од наслова у књигу 1001 видео игрица коју морате да играте пре него што умрете. Игра је додатно номинована за „Омиљену видео игру“ на додели Kids' Choice Awards 2013. године, али је изгубила од Just Dance 4.

## Утицај
Wii Sports, главни фактор светског успеха Wii-ја, је била прва игра међу великим бројем основних Wii игара које су се развијале у исто време, са истом филозофијом; остале игре су издате као Wii Play, Wii Fit и Wii Music. Директан наставак Wii Sports, под називом Wii Sports Resort, објављен је 2009. Игра је, заједно са Wii Fit-ом, заслужна за привлачење више опуштенијих, женских и старијих играча. Такође се наводи као игра која може да пружи искуство повезивања међу члановима породице, и као средство за вежбање и губитак тежине када се игра редовно. Истраживање које је укључивало тинејџере од 13 до 15 година спровео је Универзитет Џон Мурс у Ливерпулу и закључило да су играчи користили 2% више енергије него играјући на другим конзолама. Навели су да то није замена за бављење правим спортом, али да може допринети контроли тежине. Wii Sports је коришћен за помоћ у физикалној терапији боксера у болници за рехабилитацију Гленроуз у Канади, жртвама можданог удара у Минеаполису и Ралију, и повређеним војницима у Прескоту; Вашингтону; и Ландштулу. Wired је уврстио игру на своју листу „15 најутицајнијих игара деценије“ на #8, због њене улоге у популаризацији контрола покрета и великог утицаја на „пејзаж видеоигара“. У 2019, GameSpot ју је прогласио једном од најутицајнијих игара 21. века, наводећи њену приступачност, широку привлачност и дугорочни утицај на развој конзола у Нинтендо-у и другим дизајнерима хардвера за игре.
Након објављивања Wii-ја, играчи су почели да добијају повреде док су играли Wii Sports, између осталих игара, када су случајно ударили друге играче или предмете док су махали Wii Remote-ом.  Овај низ несрећа, и други у вези са играчима који бацају Wii Remote док играју Wii Sports, подстакли су председника Нинтенда Саторуа Ивату да развије кампању за смањење таквих инцидената. У вези са овим питањем, портпарол Нинтенда Јасухиро Минагава је прокоментарисао: „Људи су се помало узбуђивали, посебно док су играли игрицу, а у неким случајевима би им се даљински управљач изгубио из руку.“ Нинтендо је одговорио тако што је понудио заменске каишеве за Wii Remote који су били скоро дупло дебљи. Остале повреде укључују повреде мишића, тетива и лигамената услед прекомерног играња симулираних спортова на Wii-у—названог „Wii-itis“.
Wii Sports је постао популарно средство за друштвена окупљања и такмичења. Становници центара за старије особе и домова за пензионере формирали су лиге користећи куглање у Wii Sports. Након објављивања у Аустралији, Нинтендо анд Myer, аустралијски ланац робних кућа, одржао је тениски турнир у Wii Sports у јануару 2007. у Мелбурну. Победници су се такмичили против професионалних тенисера Пета Кеша и Марка Вудфорда и добили су нови Wii. Незванични тениски турнир Wii Sports под називом „Wiimbledon“ одржан је у Бруклину у бару Barcade 23. јуна 2007. На њему је наступило 128 такмичара, од којих су многи били у костимима.
Wii Sports је више пута приказан на телевизији. Видело се у рекламама за Wii конзолу, и у вестима на АБЦ и НБЦ. Игра се појављивала у разним хумористичним емисијама. У епизоди Late Night with Conan O'Brien приказан је водитељ Конан О'Брајен који се такмичио против своје гошће, тениске звезде Серене Вилијамс, у тениском мечу у Wii Sports. У епизоди Rick Mercer Report, бивши канадски премијер Жан Кретјен победио је Рика Мерсера у игри Wii Sports бокса. Боксерска игра се такође појавила у епизоди The Colbert Report где је снимак приказао Mii верзије бокса Стивена Колберта и председнице Дома Ненси Пелоси. На 80. додјели Оскара, водитељ Јон Стјуарт и Џамија Симон Наш ухваћени су како играју Wii Sports тенис на једном од гигантских пројекцијских платна догађаја након комерцијалне паузе у склопу шале. Wii Sports је такође представљен у главним филмовима као што су Tropic Thunder, Алвин и веверице 2 и у рекламама за производе као што је Kellogg's Smart Start.

## Наставци и римејкови

### Wii Sports Resort
Наставак, Wii Sports Resort, први пут је откривен на Нинтендо-овој презентацији E3 2008. Развој је кренуо напред након што је Wii MotionPlus реализован, иако је идеја за наставак постојала раније. Игра садржи 12 спортова, (2 од оригинала) укључујући мачевање, веикбординг, фризби, стреличарство, кошарку, стони тенис, голф, куглање, крстарење на мотору, вожњу кануом, бициклизам и ваздушне спортове (падобранство и пилотирање). Игра је први пут објављена у Јужној Кореји 24. јуна 2009. и у Јапану 25. јуна 2009. пре него што је објављена на другим тржиштима у јулу 2009. године. Од марта 2020., игра је продата у преко 30 милиона јединица и омиљена је за децу широм света.

### Wii Sports Club
18. септембра 2013. Нинтендо је најавио Wii Sports Club за Wii U Nintendo eShop. Игра садржи пет игара Wii Sports прерађених у графики високе дефиниције, уз подршку за Wii MotionPlus (слично Wii Sports Resort) и онлајн мултиплејер. Игра користи „клубски“ систем, у којем су играчи регистровани у регионалним или националним клубовима, комуницирају једни са другима преко Miiverse-а и такмиче се против других клубова за рангирање. Након 24-часовног бесплатног пробног периода, играчи могу купити дневну пропусницу за приступ свим играма или купити потпуни приступ појединачним играма. Тенис и куглање су први пут пуштени у продају 30. октобра 2013, голф је први пут објављен 18. децембра 2013 а бејзбол и бокс су први пут објављени крајем јуна 2014. Малопродајна верзија Wii Sports Club је објављена у јулу 2014.

### Nintendo Switch Sports
Дана 9. фебруара 2022., током Nintendo Direct презентације, објављено је да ће наставак под називом Nintendo Switch Sports бити објављен за Нинтендо Свич 29. априла 2022. године. Садржи неке од спортова из Wii Sports и Wii Sports Resort као што су куглање, тенис и Чамбара (врста игре мачевима) са неким новим додацима као што су фудбал, одбојка и бадминтон.